# Hôtel de ville de Beauvais
L'hôtel de ville de Beauvais est situé dans le centre-ville de Beauvais, dans le département de l'Oise. Il abrite les services administratifs et politiques de la ville.

## Historique
Beauvais obtint une charte communale en 1099 qui fut confirmée par le roi Louis VI le Gros, en 1122. La commune se dota d'une maison de ville au cours du Moyen Age. Elle était située près de la Grand-Place et fut plusieurs fois rebâtie. C'est en 1753, sous le règne de Louis XV que fut construit un nouvel hôtel de ville, de style classique, donnant sur la Grand-Place. C'est l'architecte du roi, Bayeux qui en dressa les plans.
La façade de l'hôtel de ville est protégée au titre des monuments historiques : classement par arrêté du 8 juillet 1912.
À la fin de la Première Guerre mondiale, en mars 1918, Ferdinand Foch, généralissime des armées alliées, établit son Q.G. à l'hôtel de ville de Beauvais.
En juin 1940, l'hôtel de ville fut détruit lors des bombardements allemands. Seule la façade donnant sur la place Jeanne-Hachette fut préservée.
L'hôtel de ville fut reconstruit par l'architecte beauvaisien Georges Noël, maître d'œuvre de la reconstruction de la ville. Il fut inauguré en 1957.

## Description
L'hôtel de ville actuel a conservé sa façade classique qui s'élève sur deux niveaux de façon symétrique. En son centre, une porte d'entrée majestueuse encadrée par deux colonnes engagées terminées par un chapiteau ionique décoré de fleurs sculptées. Au dessus de la porte d'entrée, une large et haute fenêtre arrondie au sommet est surmontée d'une horloge au-dessus de laquelle ont été sculptées les armoiries de la ville accompagnées de la devise « Palus ut hic fixus, constans et firma manebo » (« Et tel ce pieu fiché, constante et solide, je resterai »). Un fronton triangulaire surmonte l'ensemble.
De chaque côté, quatre fenêtre sur chaque niveau sont séparées par de larges pilastres terminés eux aussi par un chapiteau ionique décoré de feuillage sculpté. La partie supérieure de la façade est décorée d'une balustrade aux formes classique. Deux ailes modernes ont été ajoutées lors de la reconstruction de l'édifice. Leur partie supérieure est décorée d'un bas-relief : sur l'aile droite, Claude Bouscau a sculpté une allégorie des destructions de 1940 intitulée, Beauvais devant l'adversité. Sur l'aile gauche, Maurice Debus a sculpté La Renaissance de Beauvais.
On accède au premier étage par un grand escalier. Le décor de la salle des mariages est dû à l'ébéniste Jules Leleu. Datant du troisième quart du XXe siècle, il est classé monument historique (banquettes, chaises, fauteuils, bureau) auxquels s'ajoutent 20 chaises, 12 fauteuils, trois canapés, un écran à feu des XVIIIe et XIXe siècles.
L'hôtel de ville conserve plusieurs tableaux : Bacchanale de Charles-Auguste van den Berghe, Jeanne Hachette au siège de Beauvais de Jean-Jacques Le Barbier, une tapisserie du XVIe siècle, un drapeau en mémoire de la bataille de Saint-Quentin de 1557, dit « drapeau de Jeanne Hachette » et un cartel du XVIIIe siècle.

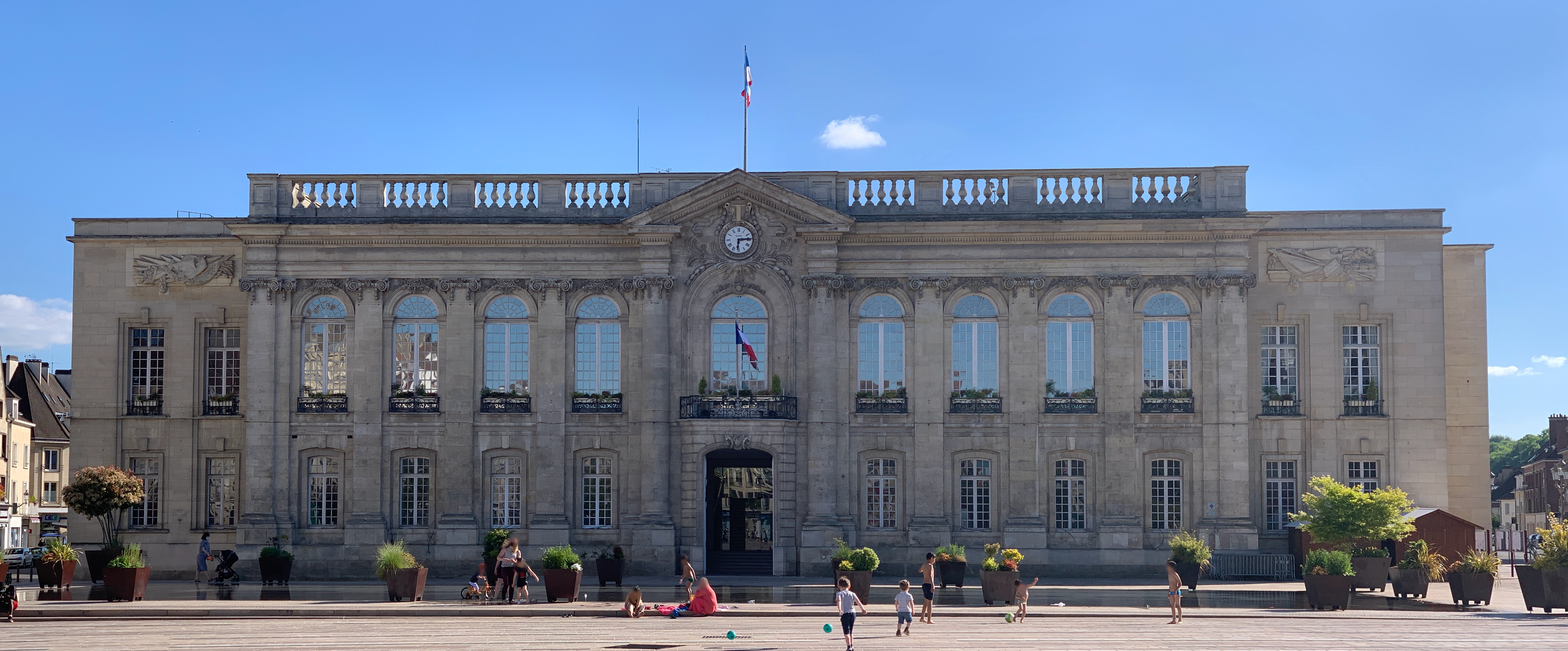
Façade de l'hôtel de ville.
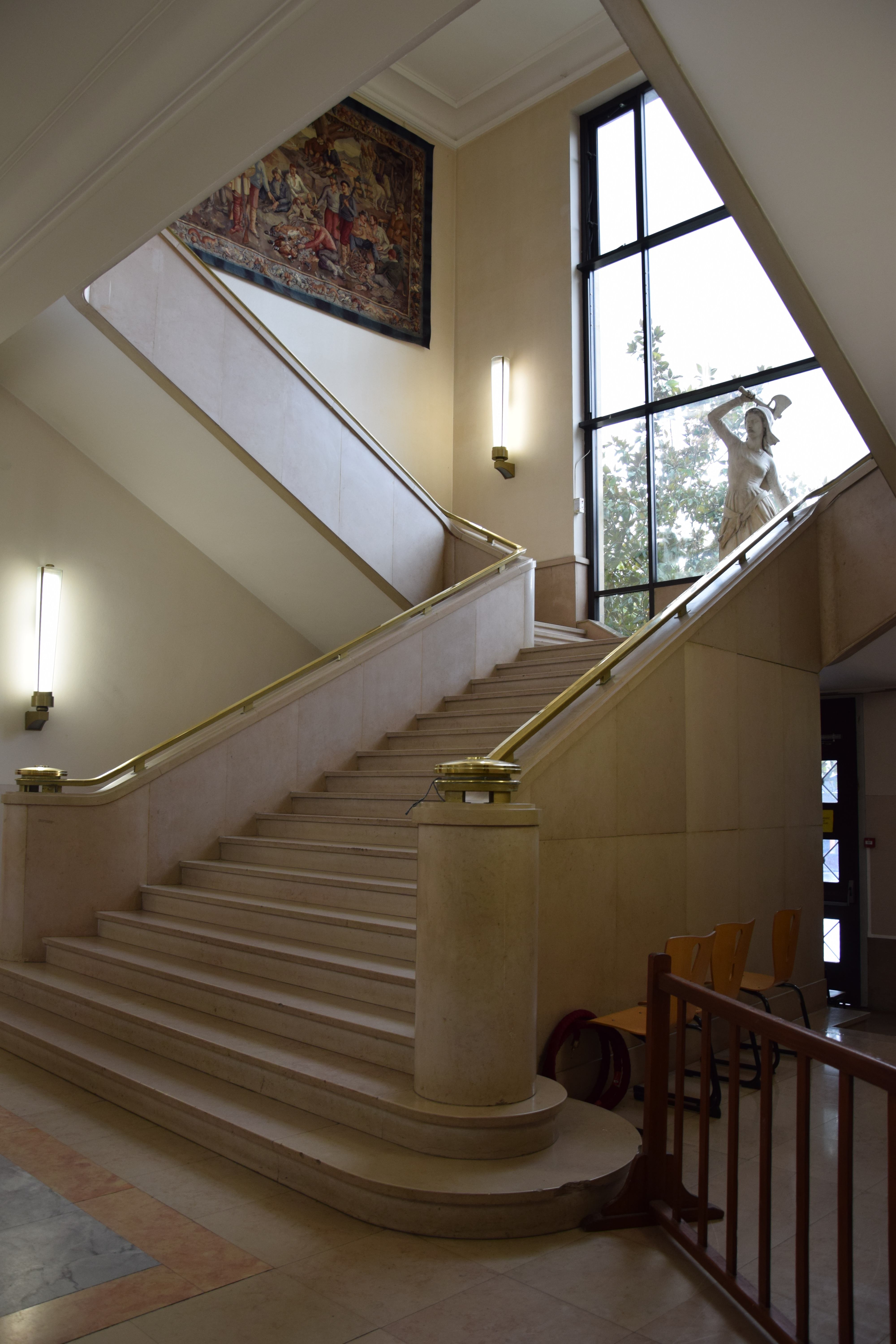
L'escalier d'honneur.
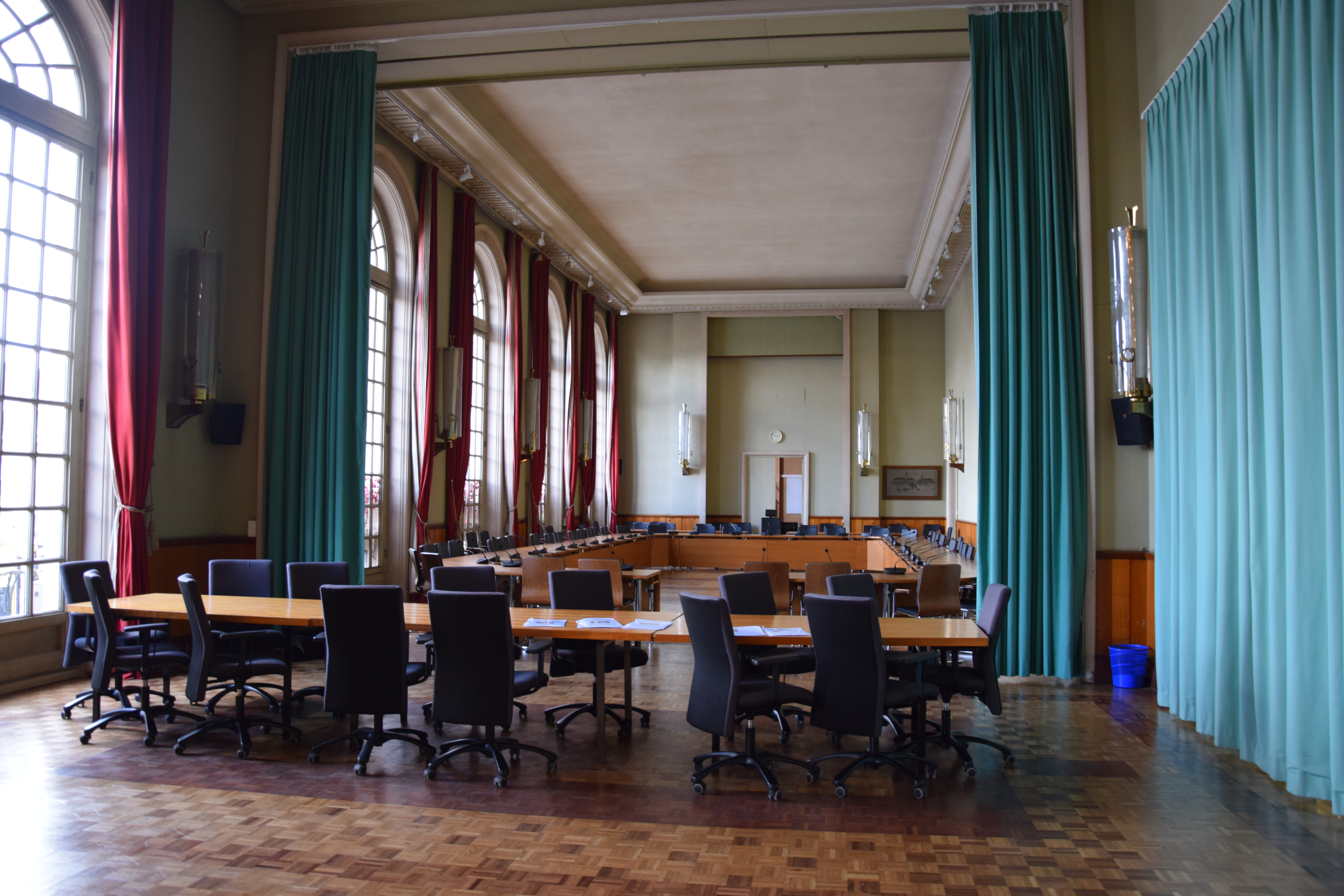
Salle du conseil.